# Babinec
 Ovo je glavno značenje pojma Babinec. Za naselje u okrugu Rimavská Sobota, Slovačka pogledajte Babines (Rimavská Sobota, Slovačka).
Babinec je naselje u sjeverozapadnoj Hrvatskoj. Nalazi se u Varaždinskoj županiji, u sastavu općine Cestica. 
Ponosi se svojom dugom prošlošću koja se temelji na arheološkim nalazima, povjesničara Baltazara Adama Krčelića, koji nedaleko mjesto Babinec poistovjećuje s bivšim panonskim Anicijem. 
Na kamenom stupu Trpećeg Isusa iz 1658. godine urezan je i naziv Babnik. 
Športska ponuda je bogata i raznovrsna od nogometa NK Dinamo Babinec pikada, sportskog ribolova i ostalih aktivnosti.
Od gospodarskih djelatnosti posebice se ističe vinogradarstvo i poljoprivreda.

## Stanovništvo
Prema popisu stanovništva iz 2001. godine, naselje je imalo 428 stanovnika te 145 obiteljskih kućanstava.
| broj stanovnika | 221   | 235   | 281   | 308   | 301   | 326   | 338   | 408   | 510   | 508   | 501   | 503   | 458   | 448   | 428   | 575   | 514   |
|                 | 1857. | 1869. | 1880. | 1890. | 1900. | 1910. | 1921. | 1931. | 1948. | 1953. | 1961. | 1971. | 1981. | 1991. | 2001. | 2011. | 2021. |

## Vanjske poveznice
- Službene stranice općine Cestica  Arhivirana inačica izvorne stranice od 22. prosinca 2007. (Wayback Machine)